# サービス精神
サービス精神（サービスせいしん）とは、人を喜ばせようとする心、奉仕的態度、気持ち。

## 概要
サービス業に携る者は誰しもたとえそれが演技であれ、他人に喜ばれるような立ち居振る舞いやリップサービスを行うのが常であるが、日常の人間関係においても、この精神作用は自覚に関わりなく、多かれ少なかれ常に働いているものと考えられる。仮に相手に喜ばれようとする気持ちが全くなく相手に接した場合は、エゴイズムの衝突となり良好な人間関係は成立しないからである。また、他者に喜ばれることが当事者の喜びになる心理作用や、人に嫌われたくないという気持ちが働くため、この精神作用はごくありふれて見られる。
このため、通常よりこの精神作用が強い場合を指して、サービス精神と呼ぶことが多い。

## 過剰なサービス精神
太宰治は、読者に幸せを感じさせるのが作家の仕事だと、過剰なまでの道化的なサービス精神を発揮し、文学の世界にとどまらず私生活においてもさまざまに注目を浴びる行動で人目を引き続けた。三島由紀夫も同様に人並みはずれたサービス精神の持ち主であった。
エルンスト・クレッチマーの性格分類で分裂質タイプ（S型）傾向にある者の一部に、こうした過剰なサービス精神を持つものが多いことが知られている。このタイプは一見、非社交的、真面目でユーモアがなく、デリケートで通俗的な物事を軽蔑し、自分だけの世界を作り上げ、それに熱中するタイプとされているが、同時に第三者からは簡単に理解しがたい性格でもあり、他者が想像もつかない突飛な行為を平然と行ったりし、世間の注目を浴びることがある。前述の、太宰や三島、あるいは芥川龍之介などもこのタイプに属す。実写フィルムには、生真面目と思われている芥川が、木に登り、カメラに向かいふざけた仕草をする様子が残されている。